# Patrick Johnson (football américain)
Patrick Johnson, né le 10 janvier 1998 à Chattanooga (Tennessee), est un joueur américain professionnel de football américain évoluant au poste de linebacker dans la National Football League (NFL).
Il a joué au football américain universitaire avec le Green Wave de Tulane avant d'être sélectionné lors de la draft 2021 par la franchise des Eagles de Philadelphie . 

## Biographie

### Jeunesse
Il grandit à Chattanooga et fréquente le lycée de Notre Dame.

### Carrière universitaire
Étudiant à l'université Tulane, il joue pour la Green Wave de 2017 à 2020. dans la NCAA Division I FBS.

### Carrière professionnelle
Il est sélectionné en 234e choix global lors du septième tour de la draft 2021 par la franchise des Eagles de Philadelphie.